# عنصر جابه‌جا شونده

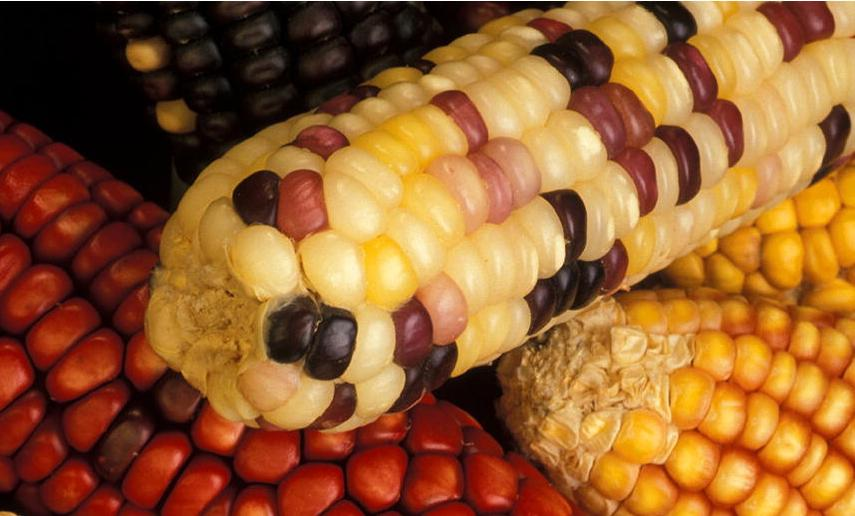
تصویر مثالی از یک عنصر جا به جا شونده در ذرت

سازهٔ جابجاشدنی به یک بخش یا توالی دی‌ان‌ای می‌گویند که می‌تواند جایگاه نسبی خود بر روی ژنوم یک یاخته پس و پیش کند. این جابجایی و پس و پیش شدن به دو روش می‌تواند روی دهد؛ هم می‌تواند به روش «رونوشت و چسبیدن» انجام پذیرد، هم از راه «برش و چسبیدن» می‌تواند رخ دهد.